# Tomáš Janků
Tomáš Janků (né le 27 décembre 1974 à Jablonec nad Nisou) est un spécialiste du saut en hauteur tchèque.

## Biographie
Il mesure 1,91 m pour 75 kg. Il détient, avec 2,34 m, réalisé une première fois en 2006, une des meilleures mesures de sa spécialité.
C'est le frère cadet de Jan Janků.

## Palmarès
| Date | Compétition                    | Lieu            | Résultat | Marque |
| ---- | ------------------------------ | --------------- | -------- | ------ |
| 1992 | Championnats du monde juniors  | Séoul           | 7e       | 2,17 m |
| 1993 | Championnats d'Europe juniors  | Saint-Sébastien | 3e       | 2,18 m |
| 1996 | Jeux olympiques                | Atlanta         | 14e      | 2,25 m |
| 1998 | Championnats d'Europe en salle | Valence         | 3e       | 2,29 m |
| 1999 | Championnats du monde en salle | Maebashi        | 6e       | 2,25 m |
| 2002 | Championnats d'Europe en salle | Vienne          | 6e       | 2,24 m |
| 2002 | Championnats d'Europe          | Munich          | 5e       | 2,25 m |
| 2003 | Championnats du monde en salle | Birmingham      | 6e       | 2,25 m |
| 2004 | Championnats du monde en salle | Budapest        | qual.    | 2,20 m |
| 2004 | Jeux olympiques                | Athènes         | qual.    | 2,20 m |
| 2005 | Championnats d'Europe en salle | Madrid          | qual.    | 2,23 m |
| 2006 | Championnats du monde en salle | Moscou          | qual.    | 2,24 m |
| 2006 | Championnats d'Europe          | Göteborg        | 2e       | 2,34 m |
| 2006 | Coupe du monde des nations     | Athènes         | 1er      | 2,28 m |
| 2007 | Championnats d'Europe en salle | Birmingham      | 4e       | 2,25 m |
| 2007 | Championnats du monde          | Osaka           | 5e       | 2,30 m |
| 2008 | Jeux olympiques                | Pékin           | 7e       | 2,29 m |

## Records
| Épreuve         | Épreuve      | Performance | Lieu     | Date           |
| --------------- | ------------ | ----------- | -------- | -------------- |
| Saut en hauteur | En plein air | 2,34 m      | Göteborg | 8 août 2006    |
| Saut en hauteur | En salle     | 2,34 m      | Brno     | 6 février 2007 |